# Eranthemum
Eranthemum là chi thực vật có hoa trong họ Acanthaceae.

## Các loài
Có 22 loài được ghi nhận trong chi gồm:
- Eranthemum austrosinensis H.S.Lo
- Eranthemum burmanicum (T.Anderson) N.P.Balakr.
- Eranthemum capense L.
- Eranthemum ciliatum (Craib) Benoist
- Eranthemum erythrochilum J.R.I.Wood
- Eranthemum griffithii (T.Anderson) Bremek. & Nann.-Bremek.
- Eranthemum macrophyllum Wall. ex Nees
- Eranthemum macrostachyus (T.Anderson) N.P.Balakr.
- Eranthemum obovatum Imlay
- Eranthemum pulchellum Andrews
- Eranthemum purpurascens Wight ex Nees
- Eranthemum roseum (Vahl) R.Br.
- Eranthemum shweliense W.W.Sm.
- Eranthemum splendens (T.Anderson) Bremek. & Nann.-Bremek.
- Eranthemum strictum Colebr. ex Roxb.
- Eranthemum suffruticosum Roxb.
- Eranthemum sumatranum Bremek. & Nann.-Bremek.
- Eranthemum tapingense W.W.Sm.
- Eranthemum tetragonum Wall. ex Nees
- Eranthemum tubiflorum (T.Anderson) Radlk. ex Lindau
- Eranthemum viscidum Blume
- Eranthemum wattii (Bedd.) Stapf

## Hình ảnh

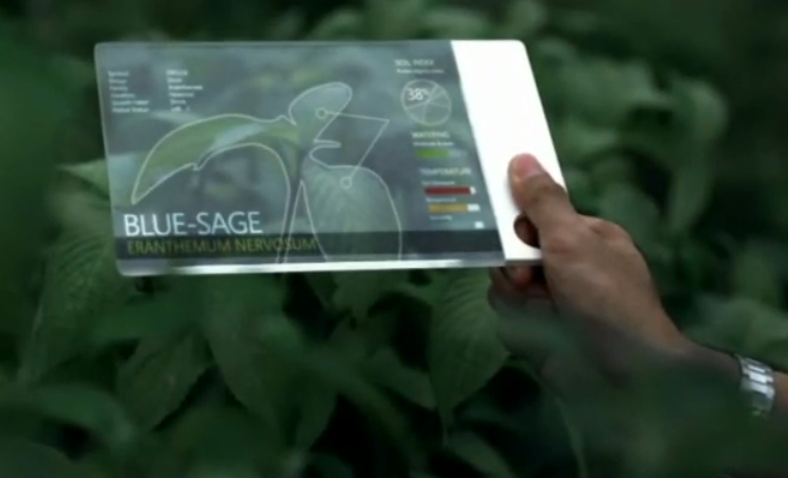
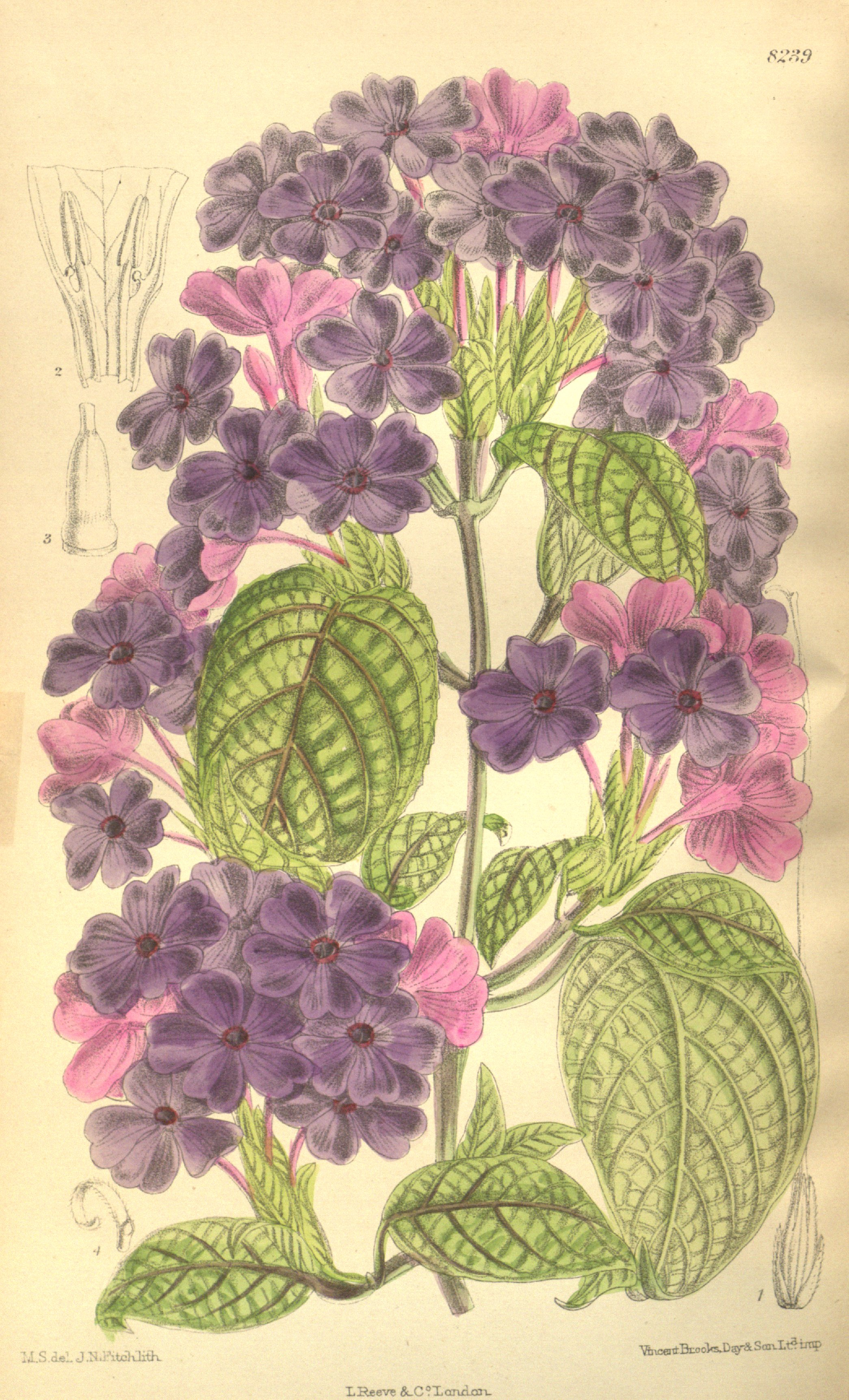
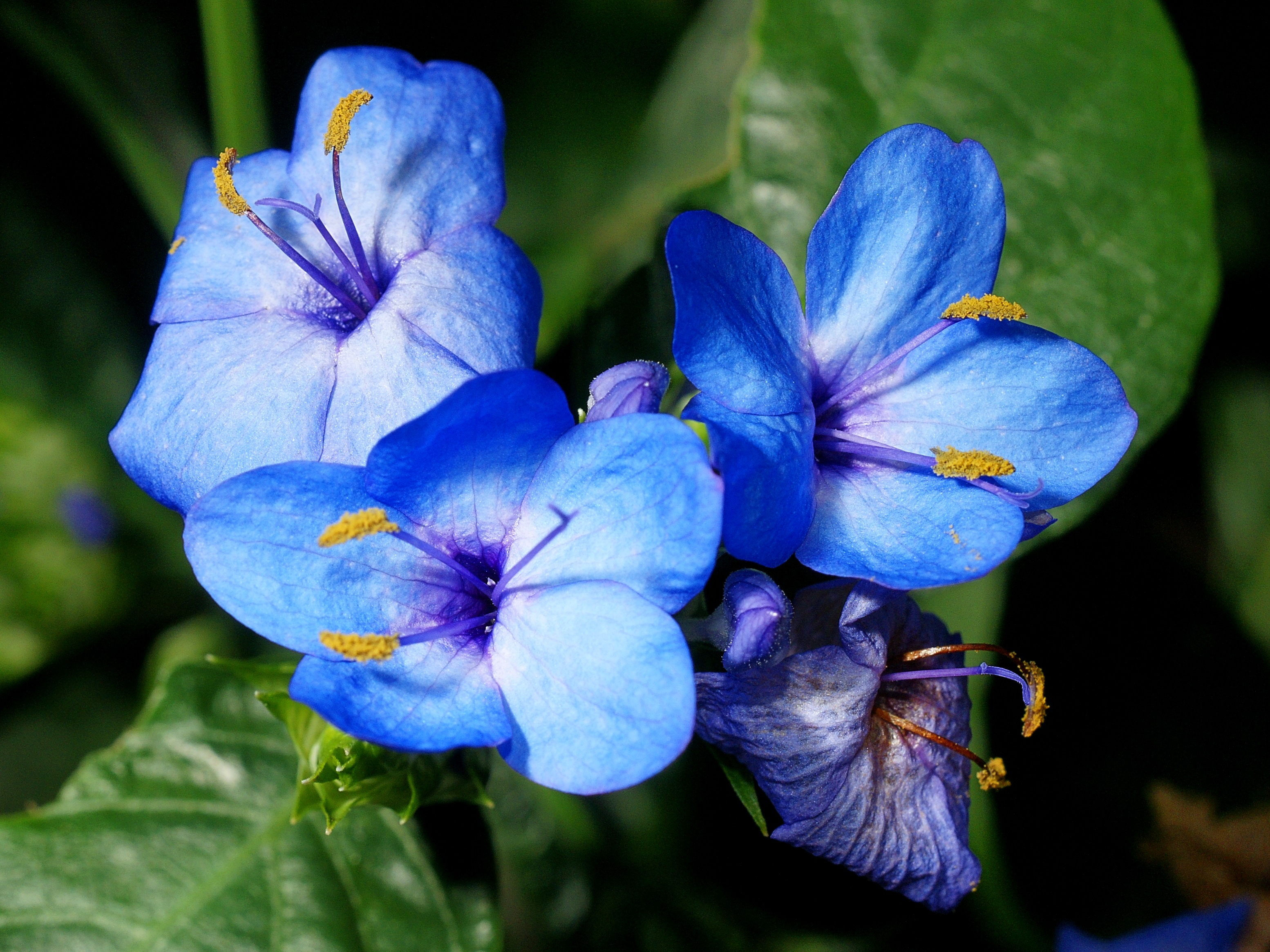
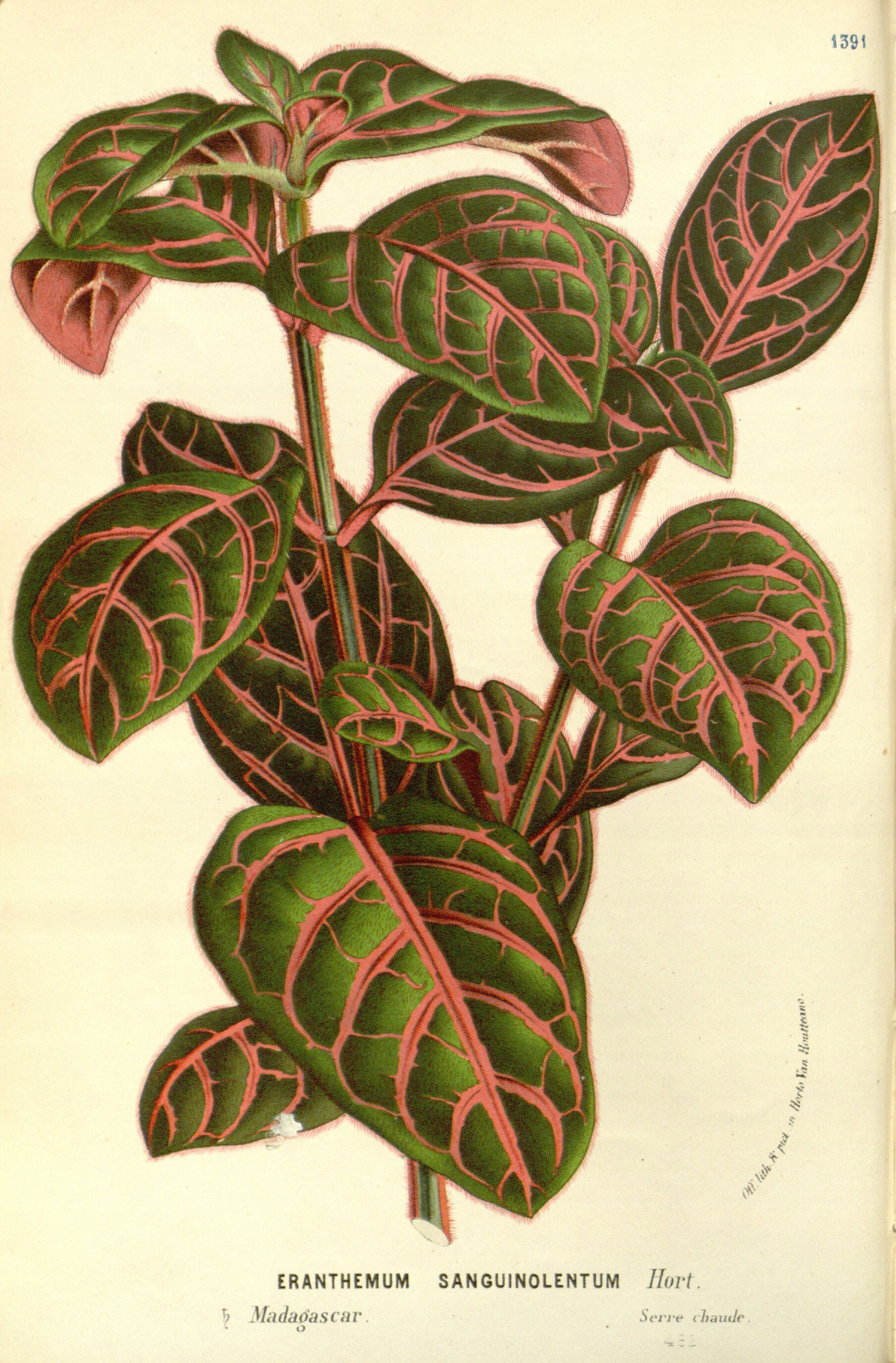